# 中華民國駐巴林代表列表
本列表為中華民國駐巴林王國歷任代表名錄。兩國無正式外交關係。

## 代表機構
1977年2月11日，於首都麦纳麦設立具大使館功能的中華民國駐巴林商務代表團。4月15日，正式成立。
2005年1月28日，更名為臺灣駐巴林王國商務代表團。
2017年7月12日，更名為駐巴林臺北貿易辦事處（Taipei Trade Office in the Kingdom of Bahrain）。

## 歷任代表（1977年至今）
| 姓名   | 任命           | 到任           | 免職             | 離任           | 外交銜級 對外名義 | 外交職務 本職職務 | 備註                  | 備註 |
| ------ | -------------- | -------------- | ---------------- | -------------- | ----------------- | ----------------- | --------------------- | ---- |
| 羅龍   | 1977年2月11日  | 1977年4月15日  | 1980年3月10日    | 1980年6月22日  | 主任              | 主任              |                       |      |
| 何性仁 | 1980年3月19日  | 1980年5月29日  | 1982年8月2日     | 1982年10月25日 | 主任              | 主任              |                       |      |
| 葛延森 | 1982年8月2日   | 1982年10月13日 | 1986年2月5日     | 1986年2月17日  | 主任              | 主任              |                       |      |
| 張添能 | 1986年2月13日  | 1986年3月10日  | 1990年11月14日   | 1991年1月9日   | 代表              | 代表              |                       |      |
| 王瑞芳 | 1990年11月14日 | 1991年1月6日   | 1996年1月16日    | 1996年1月9日   | 代表              | 代表              |                       |      |
| 劉國興 | 1996年1月17日  | 1996年2月29日  |                  | 2001年5月25日  | 代表              | 代表              |                       |      |
| 鄭松本 |                | 2001年5月25日  |                  | 2003年7月5日   | 代表              | 代表              |                       |      |
| 林金雄 | 2003年5月9日   | 2003年7月5日   |                  | 2008年1月16日  | 代表              | 副代表 代表       | 2003年11月4日升任代表 |      |
| 薩支遠 | 2008年8月1日   | 2008年10月1日  | 2010年7月8日退休 | 2010年7月16日  | 代表              | 代表              |                       |      |
| 徐雲鳳 | 2010年7月13日  | 2010年8月14日  |                  | 2014年2月      | 代表              | 代表 特命全權大使 | [ 註 3 ]              |      |
| 陳天爵 |                | 2014年2月10日  |                  | 2019年1月      | 代表              | 特命全權公使      |                       |      |
| 孫習忍 |                | 2019年1月12日  |                  | 2023年8月      | 代表              | 特命全權大使      |                       |      |
| 陳龍錦 |                | 2023年8月3日   |                  | 現任           | 代表              | 特命全權大使      |                       |      |

## 外部連結
- 駐巴林臺北貿易辦事處（Facebook）